# Epimènides (cràter)
Epimènides és un cràter d'impacte que es troba en la part sud-oest de la cara visible de la Lluna, just a l'est del cràter d'estrany aspecte Hainzel. Just al nord i al nord-est es troba el Lacus Timoris, una petita mar lunar. Pot pertànyer al Període Prenectarià, de fa entre 4.500 i 3.900 milions d'anys.

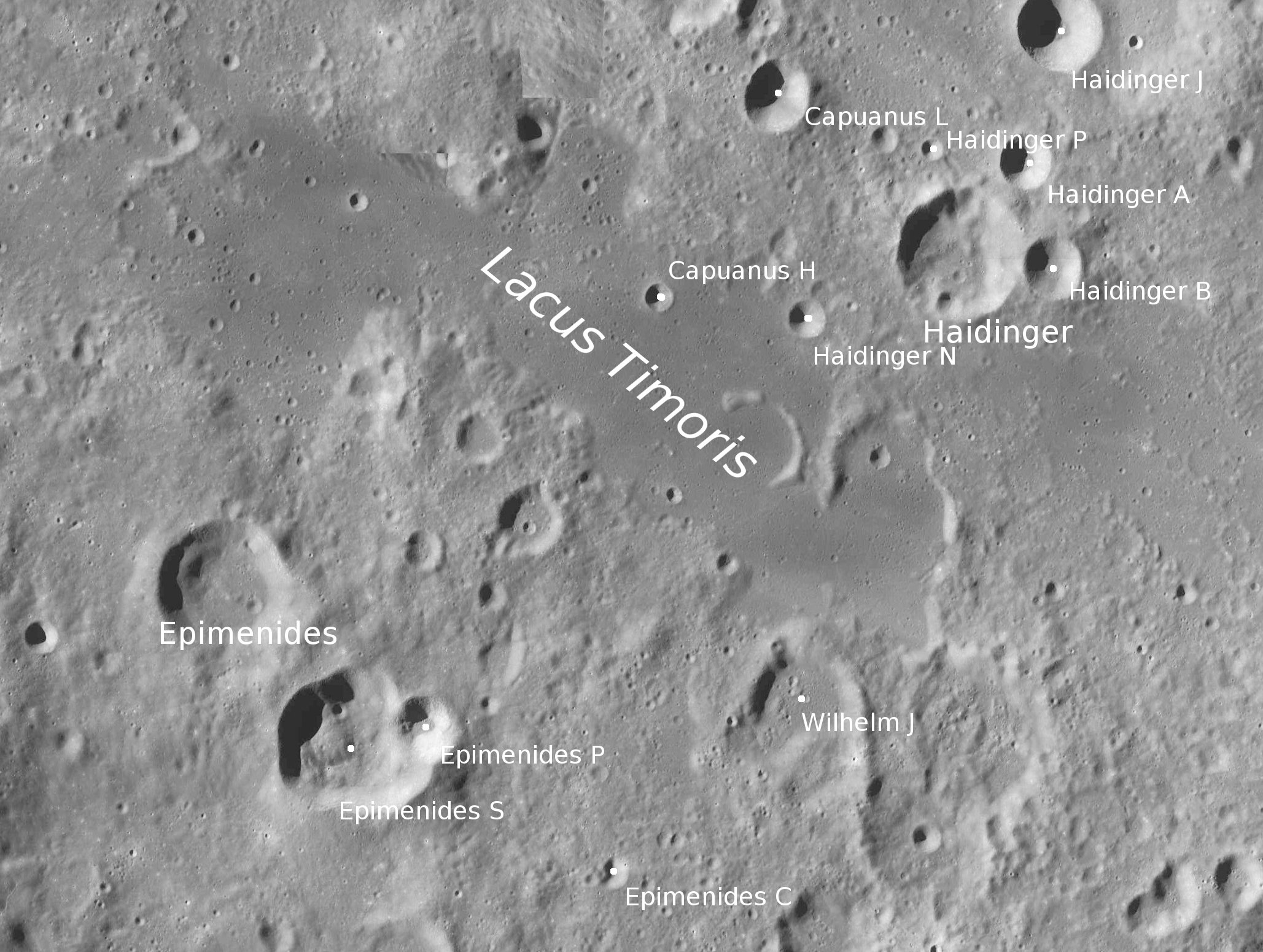
Localització d'Epimènides. Fotografia de la missió Lunar Reconnaissance Orbiter.

La vora externa d'aquest cràter és aproximadament circular, però bastant desigual a causa del terreny irregular en què es troba. El sòl interior és relativament pla i sense trets especials. A uns cinc quilòmetres al sud-est del marge sud del cràter apareix el cràter satèl·lit (pràcticament circular) Epimènides S, que és gairebé de la mateixa grandària que el cràter principal, mostrant un petit cràter lateral en la seva vora oriental.
El cràter deu el seu nom al poeta i endeví cretenc del segle VI a. C. Epimènides.

## Cràters satèl·lit
Per convenció aquests elements són identificats en els mapes lunars posant la lletra en el costat del punt central del cràter que està més prop de Epimènides.
|            | \| Epimènides \| Coordenades \| Diàmetre \| \| ---------- \| ------------------------------------ \| -------- \| \| A \| 43° 12′ S, 30° 06′ O / 43.2°S,30.1°O \| 15 km \| \| B \| 41° 36′ S, 28° 48′ O / 41.6°S,28.8°O \| 10 km \| \| C \| 42° 18′ S, 27° 30′ O / 42.3°S,27.5°O \| 4 km \| \| S \| 41° 36′ S, 29° 18′ O / 41.6°S,29.3°O \| 26 km \| |          |
| Epimènides | Coordenades | Diàmetre |
| A          | 43° 12′ S, 30° 06′ O / 43.2°S,30.1°O | 15 km    |
| B          | 41° 36′ S, 28° 48′ O / 41.6°S,28.8°O | 10 km    |
| C          | 42° 18′ S, 27° 30′ O / 42.3°S,27.5°O | 4 km     |
| S          | 41° 36′ S, 29° 18′ O / 41.6°S,29.3°O | 26 km    |

### Altres referències
- (WGPSN), IAU Working Group for Planetary System Nomenclature. «Gazetteer of Planetary Nomenclature. 1:1 Million-Scale Maps of the Moon» (en anglès).  UAI / USGS, 13-02-2013. [Consulta: 6 abril 2016].
- Andersson, L. E.; Whitaker, E. A.,. NASA Catalogue of Lunar Nomenclature (en anglès).  NASA RP-1097, 1982.
- Blue, Jennifer. «Gazetteer of Planetary Nomenclature» (en anglès).  USGS, 25-07-2007. [Consulta: 2 gener 2012].
- Bussey, B.; Spudis, P.. The Clementine Atlas of the Moon (en anglès).  Nueva York: Cambridge University Press, 2004. ISBN 0-521-81528-2.
- Cocks, Elijah E.; Cocks, Josiah C.. Who's Who on the Moon: A Biographical Dictionary of Lunar Nomenclature (en anglès).  Tudor Publishers, 1995. ISBN 0-936389-27-3.
- McDowell, Jonathan. «Lunar Nomenclature» (en anglès).   Jonathan's Space Report, 15-07-2007. [Consulta: 2 gener 2012].
- Menzel, D. H.; Minnaert, M.; Levin, B.; Dollfus, A.; Bell, B. «Report on Lunar Nomenclature by The Working Group of Commission 17 of the IAU» (en anglès). Space Science Reviews, 12, 1971, pàg. 136.
- Moore, Patrick. On the Moon (en anglès).  Sterling Publishing Co, 2001. ISBN 0-304-35469-4.
- Price, Fred W. The Moon Observer's Handbook (en anglès).  Cambridge University Press, 1988. ISBN 0521335000.
- Rükl, Antonín. Atlas of the Moon (en anglès).  Kalmbach Books, 1990. ISBN 0-913135-17-8.
- Webb, Rev. T. W.. Celestial Objects for Common Telescopes, 6ª edición revisada (en anglès).  Dover, 1962. ISBN 0-486-20917-2.
- Whitaker, Ewen A. Mapping and Naming the Moon (en anglès).  Cambridge University Press, 2003. 978-0-521-54414-6.
- Wlasuk, Peter T. Observing the Moon (en anglès).  Springer, 2000. ISBN 1-85233-193-3.